# John Habgood
John Stapylton Habgood, baron Habgood, né le 23 juin 1927 à Stony Stratford et mort le 6 mars 2019, est un prélat anglican britannique

## Biographie
John Habgood est évêque de Durham de 1973 à 1983 puis archevêque d'York de 1983 à 1995. Il entre au Conseil privé du Royaume-Uni en 1983. En 1995, il est créé pair à vie dans la pairie du Royaume-Uni en tant que baron Habgood, ce qui lui permet de siéger à la Chambre des lords.